# Том Мітчелл
Том Мітчелл (нар. 9 серпня 1951) — американський вчений, професор Університету Карнегі-Меллон, засновник першої у світі кафедри машинного навчання й автор першого підручника з цього предмету.

## Життєпис
Том народився 9 серпня 1951 року в штаті Пенсільванія. 1973 року отримав ступінь бакалавра в Массачусетському технологічному інституті, а 1979 року став доктором наук Стенфордського університету.

## Кар'єра
1978 року почав викладати в Ратгерському університеті, обіймаючи посаду доцента кафедри комп'ютерних наук. 1986 року Мітчелл покинув навчальний заклад і став професором в Університеті Карнегі-Меллон у Пітсбурзі.
2006 року призначений головою першої в історії кафедри машинного навчання у Школі комп'ютерних наук при університеті.

## Нагороди та визнання
- 1984 року Мітчелл був відзначений Президентською премією молодим ученим.
- 2010 року Том обраний членом Національної інженерної академії США за новаторський внесок і лідерство в розробці методів машинного навчання.
- Також з 1990 року Мітчелл є членом асоціації сприяння розвитку штучного інтелекту (AAAI), а з 2008 — членом Американської асоціації сприяння розвитку науки (AAAS).